# أليخاندرو سيلفا (لاعب كرة قدم)
اليخاندرو سيلفا (بالإسبانية: Alejandro Silva González)‏ (4 سبتمبر 1989 مونتفيدو الأوروغواي - ) هو لاعب كرة قدم أوروغواني يلعب كمدافع.

## روابط خارجية
- اليخاندرو سيلفا على موقع الدوري الأمريكي (الإنجليزية)
- اليخاندرو سيلفا على موقع قاعدة بيانات كرة القدم.إي يو (الإنجليزية)
- اليخاندرو سيلفا على موقع ناشيونال فوتبول تيمز (الإنجليزية)
- اليخاندرو سيلفا على موقع Soccerway.com (الإنجليزية)
- اليخاندرو سيلفا على موقع عالم كرة القدم.نت (الإنجليزية)
- اليخاندرو سيلفا على موقع أوليمبيديا (الإنجليزية)
- اليخاندرو سيلفا على موقع AS.com (الإسبانية)